# Szełagskij chriebiet
Szełagskij chriebiet (ros. Шелагский хребет) – pasmo górskie w azjatyckiej części Rosji, w Czukockim Okręgu Autonomicznym; najbardziej wysunięte na północ pasmo Gór Czukockich. Od zachodu ogranicza je Zatoka Czauńska, a od wschodu dolina rzeki Kewiejem. Od południa graniczy z pasmem Iczuwiejemskij kriaż.
Długość pasma wynosi około 120 km. Najwyższym szczytem jest Miedwieże Łogowo (1105 m).
Pasmo zbudowane jest z piaskowców i łupków.